# 비올레타 (드라마)

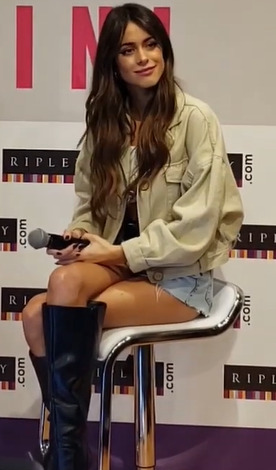

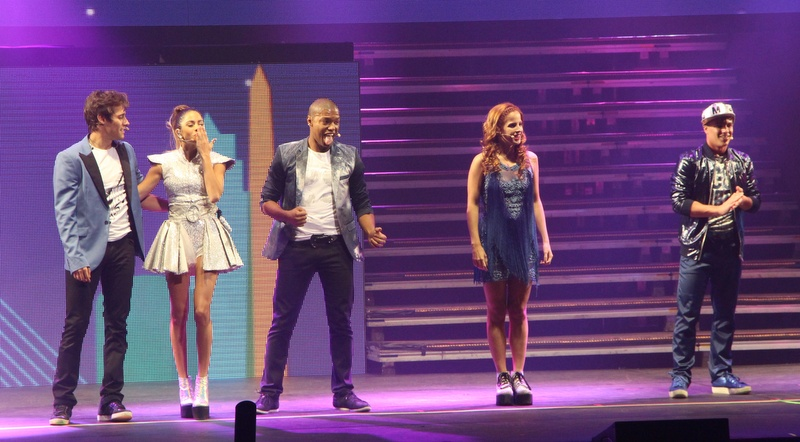

《비올레타》(스페인어: Violetta)는 2012년부터 2015년까지 방영된 아르헨티나의 텔레노벨라이다.